# Wyspa Adams
Wyspa Adams (ang. Adams Island) — druga co do wielkości z siedmiu wysp tworzących archipelag Auckland, leżących na Pacyfiku, a będących częścią Nowej Zelandii. Jak wszystkie wyspy tej grupy jest niezamieszkana. Jej powierzchnia wynosi 61,3 km², a najwyższe wzniesienie, Mount Dick, ma wysokość 705 m n.p.m.

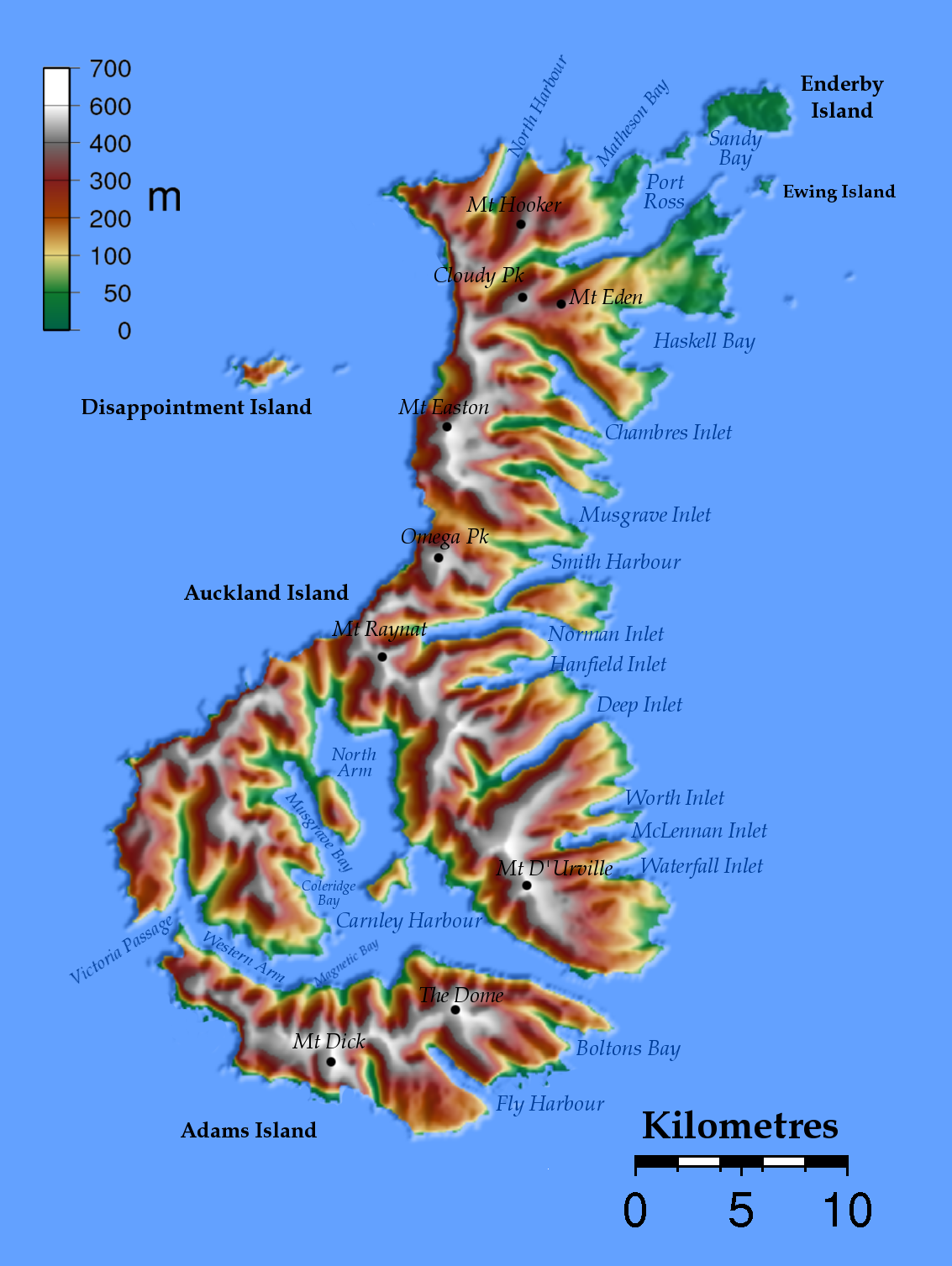
Mapa topograficzna Wysp Auckland. Wyspa Adams na południu

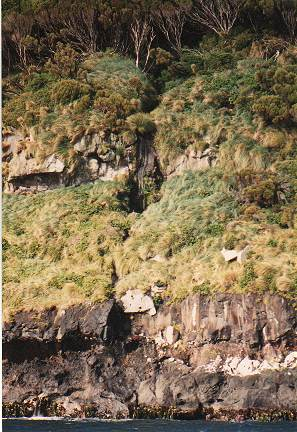
Południowe wybrzeże wyspy